# Antocha (Antocha) nigribasis
Antocha (Antocha) nigribasis is een tweevleugelige uit de familie steltmuggen (Limoniidae). De soort komt voor in het Palearctisch gebied.